# 中華民國大專青年聯吟大會
中華民國大專青年聯吟大會，一般慣稱「大專聯吟」，由財團法人陳逢源先生文教基金會主辦，曾為台灣大專青年最盛大的古典詩創作及詩詞吟唱競賽，由1983年起，至2002年止，每年由各大學中文學系輪流承辦，共計舉辦二十屆。

## 緣起
為紀念台灣前輩詩人陳逢源，其女郭陳璧月、林陳秀蓉各捐款新台幣五百萬元，於1983年成立財團法人陳逢源文教基金會，為承繼陳氏遺志，發揚台灣傳統詩學，鼓勵古典詩創作，於基金會成立當年，開始舉辦中華民國大專青年聯吟大會，並印製《溪山煙雨樓詩集》、《袖珍詩韻》傳布於詩壇。

## 比賽方式

### 創作
大專聯吟比賽分創作及吟唱二組，第一、二屆創作比賽規則較為寬鬆，允許當場討論，亦得由教授修改後繳卷。第三屆以後，仿照考試，限定個人教室、座位，分派監試人員，除大會所發予每名參賽者《袖珍詩韻》、平仄譜、入聲表、平仄兩讀表、四聲相承表外，現場備有《廣韻》與辭典公用，其餘參考書目則禁止攜帶入內。
比賽分兩日，首日試七言律詩一題，次日試七言絕句一題。皆於賽前三十分鐘，召集各校學生代表公開抽題，於現場所備唐宋明清名家詩集中擬題，依數字隨機抽定，並當場抽出所限詩韻。一如民間傳統詩社擊缽慣例，限題、限體、限韻、限時比賽。由參賽者將作品騰錄於兩份詩卷之上，一份為評審用卷，編號彌封後送評；一份則為展覽用卷，於賽後於試場外揭示展出，供詩友評覽。
創作評審分初、決二審，一審檢查格律正誤，如有重大違犯，則逕予淘汰。複審則聘任詩人、大學教授擔任評審詞宗，選出前一百名。

### 吟唱
大專聯吟吟唱比賽，於比賽第二日日下午舉行，早期仍屬表演、示範賽性質，第四屆列為正式比賽。除演唱人員外，可搭配器樂或錄音。比賽採團體吟唱模式，以傳統詩詞曲為限，每隊六至八分鐘。取前五名及最佳舞台設計獎、最受歡迎吟唱團隊等。

### 年度傑出青年詩人獎
於2000年第十八屆起，新設年度傑出詩人獎，參賽者自行編選三十首作品參選。

#### 歷屆得獎者
1. 2000年：國立中正大學李知灝
2. 2001年：東吳大學李皇志
3. 2002年：東吳大學王凌蓮、國立中山大學許舜傑

## 發展與影響
大專聯吟舉辦以來，便由中山大學中文系教授簡錦松負責籌劃運作，除主辦大學外，後來中國古典文學研究會、財團法人古典詩學文教基金會、高雄市古典詩學研究會亦投入協辦。大專聯吟逐漸成為台灣各大學中文學系、古典詩社團年度重要活動。
許多青年古典詩人都曾參與大專聯吟活動，並持續創作，如曾獲得教育部文藝創作獎古典詩詞獎項的陳宗偉 (民國 84 年度)、楊維仁、陳建男、林曉筠、丁國智、曾家麒等皆曾獲得大專聯吟創作獎項。
大專聯吟推動詩詞吟唱甚力。台灣早期僅台灣師大南廬吟社定期舉行吟唱公演，民間詩壇吟唱仍多屬臨時表演或聯誼性質，經大專聯吟推行，各校極力改變表演形式及研究曲譜，除原本流傳曲譜、地方吟調、戲曲曲調外，晚期更加入中國大陸新創曲譜，甚至由參賽者自行度曲等。
大專聯吟停辦後，亦有少數中文系舉辦類似的吟唱競賽，然而已難恢復當年盛況。許多大學古典詩社，亦因缺乏表現舞台，失去動力，相繼停社。
2004年起，各大學詩社開始自主合辦「全國大專古典詩詞吟唱大賽」，由於規模不如大專聯吟盛大，又稱「小聯吟」，第一屆於2004年5月由淡江大學主辦，第二屆於2005年12月由彰化師範大學主辦，第三屆於2007年5月由東吳大學主辦，到2008年5月華梵大學主辦第四屆後停止辦理。

## 各屆舉辦學校
1. 第一屆：  財團法人陳逢源先生文教基金會（台灣大學僑光堂）
2. 第二屆：  國立臺灣師範大學
3. 第三屆：  國立臺灣大學
4. 第四屆：  國立政治大學
5. 第五屆：  淡江大學
6. 第六屆：  輔仁大學
7. 第七屆：  國立臺灣師範大學
8. 第八屆：  國立臺灣大學
9. 第九屆：  國立政治大學
10. 第十屆：  國立臺灣師範大學
11. 第十一屆：東吳大學
12. 第十二屆：國立中山大學
13. 第十三屆：國立政治大學
14. 第十四屆：國立臺灣師範大學
15. 第十五屆：東吳大學
16. 第十六屆：中國文化大學
17. 第十七屆：國立中山大學
18. 第十八屆：中國文化大學
19. 第十九屆：東吳大學
20. 第二十屆：東吳大學